# Старицы (Волосовский район)
Ста́рицы — деревня в Сабском сельском поселении Волосовского района Ленинградской области.

## История
Впервые упоминается в Писцовой книге Водской пятины 1500 года как деревня Старица на реце на Лузе в Ястребинском Никольском погосте Копорского уезда.
На карте Ингерманландии А. И. Бергенгейма, составленной по шведским материалам 1676 года, она обозначена как деревня Darits.
Как деревня Дарицы она обозначена на «Географическом чертеже Ижорской земли» Адриана Шонбека 1705 года.
Как деревня Старицы упомянута на карте Ингерманландии А. Ростовцева 1727 года.
На карте Санкт-Петербургской губернии Я. Ф. Шмидта 1770 года обозначена как деревня Старицы.
На карте Санкт-Петербургской губернии Ф. Ф. Шуберта 1834 года упоминается как деревня Старица.

СТАРИЦЫ — деревня принадлежит братьям Сахаровым, число жителей по ревизии: 47 м. п., 52 ж. п. (1838 год)

На карте профессора С. С. Куторги 1852 года обозначена как деревня Станица.

СТАРИЦЫ — деревня ротмистра Сахарова, 10 вёрст по почтовой, а остальное по просёлочной дороге, число дворов — 9, число душ — 38 м. п. (1856 год)

СТАРИЦЫ — деревня владельческая при реке Луге, число дворов — 11, число жителей: 34 м. п., 39 ж. п. (1862 год)

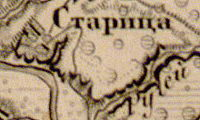
Деревня Старицы на карте 1863 года

Согласно карте из «Исторического атласа Санкт-Петербургской Губернии» 1863 года деревня называлась Старица.
В конце XIX — начале XX века деревня административно относилась к Редкинской волости 1-го стана Ямбургского уезда Санкт-Петербургской губернии.
С 1917 по 1924 год деревня Старицы входила в состав Старицкого сельсовета Редкинской волости Кингисеппского уезда.
С 1924 года в составе Твердятского сельсовета.
Согласно данным переписи населения СССР 1926 года в деревне Старицы проживали 167 человек, все русские.
С февраля 1927 года в составе Молосковицкой волости. С августа 1927 года в составе Осьминского района.
По данным 1933 года деревня называлась Старица и входила в состав Твердятского сельсовета Осьминского района.
По данным 1936 года село Старицы было административным центром Твердятского сельсовета, в который входили 4 населённых пункта, 97 хозяйств и 4 колхоза.

Деревня Старицы на карте 1940 года

Согласно топографической карте РККА 1940 года деревня называлась Старица и насчитывала 36 дворов.
Деревня была освобождена от немецко-фашистских оккупантов 5 февраля 1944 года.
С 1949 года в составе Старицкого сельсовета.
С 1954 года в составе Клескушского сельсовета.
С 1961 года в составе Волосовского района. В 1961 году население деревни Старицы составляло 110 человек.
С 1963 года в составе Кингисеппского района.
С 1965 года вновь в составе Волосовского района.
По данным 1966 года деревня Старицы также находилась в составе Клескушского сельсовета Волосовского района.
По данным 1973 и 1990 годов деревня Старицы находилась в составе Хотнежского сельсовета.
В 1997 году в деревне Старицы проживали 8 человек, деревня относилась к Сабской волости, в 2002 году — 16 человек (русские — 94 %), в 2007 году — также 8 человек, в 2010 году — 11 человек.

## География
Деревня расположена в южной части района на автодороге Коряча — Старицы.
Расстояние до административного центра поселения — 43 км.
Расстояние до ближайшей железнодорожной станции Толмачёво — 42 км.
Деревня находится на правом берегу реки Луга.

## Демография
| 1838 | 1862 | 1997 | 2002 | 2007 | 2010 | 2014 |
| ---- | ---- | ---- | ---- | ---- | ---- | ---- |
| 99   | ↘73  | ↘8   | ↗16  | ↘8   | ↗11  | ↗12  |
| 2017 |      |      |      |      |      |      |
| ↗18  |      |      |      |      |      |      |

### Национальный состав
Согласно данным Всероссийской переписи населения 2021 года в деревне проживали 23 человека, из них:
 русские — 16, узбеки — 5, молдаване — 2 человека.

## Улицы
Западная, Южная.